# ایرنه کاساگرانده
ایرنه کاساگرانده (ایتالیایی: Irene Casagrande؛ ۵ اکتبر ۱۹۹۶) بازیگر سینما و تلویزیون اهل ایتالیا است.
از فیلم‌ها یا سریال‌های تلویزیونی که وی در آن‌ها نقش داشته‌است، می‌توان به تحت درمان و محاکمه اشاره نمود.